# Campionati mondiali di lotta 1907
I campionati mondiali di lotta 1907 sono stati la terza edizione della rassegna iridata. Si sono svolti a Francoforte sul Meno nell'Impero tedesco, il 20 maggio 1907.

## Medagliere
| Pos.   | Paese     | Oro | Argento | Bronzo | Totale |
| ------ | --------- | --- | ------- | ------ | ------ |
| 1      | Danimarca | 2   | 0       | 0      | 0      |
| 2      | Germania  | 1   | 3       | 3      | 7      |
| Totale | Totale    | 3   | 3       | 3      | 9      |

## Podi
| Evento                         | Oro                | Argento        | Bronzo             |
| Pesi leggeri -75 kg (dettagli) | Christoph Übler    | Uwe Volkert    | Julius Fleischmann |
| Pesi medi -85 kg (dettagli)    | Harald Christensen | Johann Winker  | Hugo Edingshaus    |
| Pesi massimi +85 kg (dettagli) | Hans Egeberg       | Heinrich Rondi | Gustav Sperling    |